# Ministero degli affari esteri (Russia)
Il Ministero degli affari esteri (in russo Министерство иностранных?, Ministerstvo inostrannych) è un dicastero del governo russo responsabile del coordinamento della politica estera della Federazione Russa. Ha sede a Mosca. Dal 2004, il ministro degli affari esteri è Sergej Lavrov.
Come dicastero indipendente, il Ministero degli affari esteri russo esiste dal 1991, divenendo autonomo a seguito dello dissoluzione dell'Unione Sovietica e della nascita di una federazione russa indipendente e rappresenta l'erede del Ministero degli affari esteri della Repubblica Socialista Federativa Sovietica Russa, allora sotto la supervisione del Ministero degli affari esteri sovietico. Ha sede in un edificio costruito nel 1953, che fa parte del complesso di grattacieli stalinisti noto con il nome di sette sorelle.

## Dipartimenti
- Ministero degli affari esteri della Russia di Piazza Smolenskaja
- Primo ministero dei paesi della CSI (generale)
- Dipartimento della Segreteria del Ministro
- Il segretariato generale (ministero)
- Dipartimento di pianificazione delle politiche estere
- Dipartimento delle organizzazioni internazionali
- Dipartimento per la sicurezza e il disarmo
- Dipartimento di nuove sfide e minacce
- Dipartimento di cooperazione umanitaria e diritti umani
- Informazioni e servizio stampa
- Dipartimento di cooperazione europea
- Dipartimento di cooperazione economica
- Servizio legale
- Dipartimento del lavoro con i connazionali all'estero
- Dipartimento per le relazioni con regioni, parlamento e organizzazioni politiche
- Dipartimento del personale
- Dipartimento consolare
- Protocollo del Dipartimento di Stato
- Dipartimento di sicurezza
- Sezione storica e documentaria
- Dipartimento amministrativo
- Dipartimento monetario e finanziario
- Ministero delle costruzioni e dei beni capitali all'estero
- Dipartimento del corriere diplomatico
- Dipartimento di comunicazione

## Direzione

### Elenco dei ministri degli affari esteri (1992–)
| N° | Ministro                    | Inizio mandato    | Fine mandato      | Partito                         |
| 1° | Andrej Vladimirovič Kozyrev | 16 maggio 1992    | 5 gennaio 1996    | Scelta democratica della Russia |
| 2° | Evgenij Maksimovič Primakov | 10 gennaio 1996   | 11 settembre 1998 | ind.                            |
| 3° | Igor' Sergeevič Ivanov      | 30 settembre 1998 | 24 febbraio 2004  | Russia Unita                    |
| 4° | Sergej Viktorovič Lavrov    | 24 febbraio 2004  | In carica         | Russia Unita                    |

### Elenco dei primi viceministri degli affari esteri (1991–)
- Fëdor Vadimovič Šelov-Kovedjaev (19 ottobre 1991 - 16 ottobre 1992)
- Pëtr Olegovič Aven (11 novembre 1991 - 22 febbraio 1992)
- Anatolij Leonidovič Adamišin (16 ottobre 1992 - 14 novembre 1994)
- Igor' Sergeevič Ivanov (30 dicembre 1993 - 24 settembre 1998)
- Boris Nikolaevič Pastuchov (3 febbraio 1996 - 25 settembre 1998)
- Aleksandr Alekseevič Avdeev (30 ottobre 1998 - 21 febbraio 2002)
- Vjačeslav Ivanovič Trubnikov (28 giugno 2000 - 29 luglio 2004)
- Valerij Vasil'evič Loščinin (22 febbraio 2002 - 26 dicembre 2005)
- Ėleonora Valentinovna Mitrofanova (21 maggio 2003 - 13 agosto 2004)
- Andrej Ivanovič Denisov (8 aprile 2006 - 22 aprile 2013)